# 巴勒斯坦团结周
巴勒斯坦团结周是马来西亚教育部为响应时任首相安华·依布拉欣而于2023年10月29日至11月3日举办的活动，目的在于声援以巴冲突的巴勒斯坦。该活动受到了许多批评，尤其在学生举玩具枪示威事件发生后，引起更多督促教育部立刻停止有关活动的声浪。

## 过程
2023年10月26日，教育部在首相安华·依布拉欣言明不怕威胁，站稳支持巴勒斯坦的立场后，发出文告下令旗下的学校和教育机构，把10月29日至11月3日列为“巴勒斯坦团结周”，涉及的包括学校、技职学院、大学预科班和师范学院。10月31日，教育部长法丽娜西迪发布活动指南，当中包括禁止使用武器以及宣传政党。11月5日，教育部宣布该活动共筹获920万令吉的巴勒斯坦人道基金。

## 争议
巴勒斯坦团结周宣布后，引起各方强烈反对，主要原因在于学生尚未成年，不应卷入政治及复杂的国际冲突。地方政府发展部长倪可敏解释说，该活动只是鼓励学校举行，并非强制性。雪兰莪州双溪威华小在发出有关举办巴周的文告后，引起家长和网民不满。团结政府的人民公正党十二名国州议员也联署，敦促教育部重新研究巴周的指示，以确保学校和公共机构能够免于暴力和报复的元素。

### 学生拿枪示威争议
10月27日，即巴周活动尚未举办之际，社交媒体流传的图片和影片显示雪兰莪州巴生某小学的学生打扮成圣战士、高举玩具枪示威，引起哗然。全球人权联合会主席沙西古玛（S Shashi Kumar）谴责校方的行径震惊并要求政府停止这项计划。

### 后续
10月30日，民政党总秘书罗家荣批评，教育部仓促推行“巴勒斯坦团结周”乃马来西亚教育史上的一大败笔，并痛斥首相安华·依布拉欣、教育部长法丽娜西迪与副部长林慧英严重失职。
10月31日，首相安华在国会下议院首相问答环节表示，以巴冲突与人道主义课题息息相关，所以才支持和鼓励教育部举办巴周活动。
11月2日，即便面对外界的批评，教育部长法丽娜在接受采访时仍认为该部推行的巴周活动顺利进行，且明确向学生传达人道与和平的讯息。